# Unteralba
Unteralba is een dorp in de Duitse gemeente Dermbach in  Thüringen. De gemeente maakt deel uit van het Wartburgkreis.  Unteralba wordt voor het eerst genoemd in een oorkonde uit 1308. Het dorp is vernoemd naar de Albabeek. In 1974 werd het samengevoegd met Dermbach.
Bernshausen · Brunnhartshausen · Dermbach · Diedorf · Föhlritz · Glattbach · Gehaus · Hartschwinden · Hohenwart · Lindenau · Lindigshof · Mebritz · Menzengraben · Neidhartshausen · Oberalba · Stadtlengsfeld · Steinberg · Unteralba · Urnshausen · Zella/Rhön